# Haitianisch-osttimoresische Beziehungen
Die Staaten Haiti und Osttimor unterhalten diplomatische Beziehungen.

## Geschichte

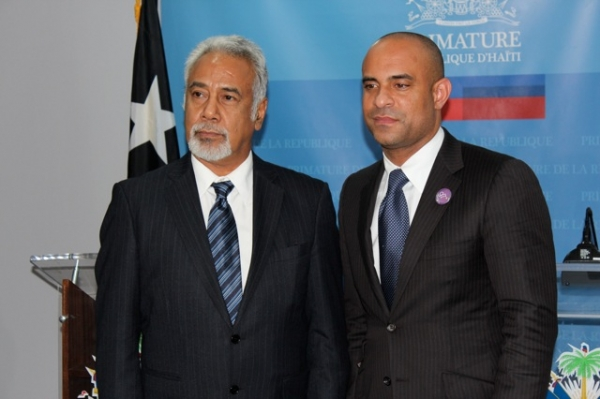
Xanana Gusmão und Laurent Lamothe (2012)

Haiti und Osttimor sind beides Gründungsmitglieder der g7+-Staaten, auch wenn bei der Gründungskonferenz in Osttimors Hauptstadt Dili im April 2010 Vertreter Haitis fehlten. In dieser Gruppe sind eine Reihe von Staaten organisiert, die als instabil gelten. Ziel ist die Vertretung gemeinsamer Interessen der Mitglieder gegenüber den Geberstaaten von Entwicklungshilfe und der Austausch von Erfahrungen bei Stabilisierungsmaßnahmen. Beim Welthunger-Index 2021 belegt Osttimor Platz 14 und Haiti Platz 13, womit die beiden Staaten als Länder mit ernsten Hungersituation gelten.
Osttimors Premierminister Xanana Gusmão besuchte 2012 Port-au-Prince, anlässlich der zweiten ministeriellen Klausurtagung der g7+. Erst kurz zuvor hatte man auch diplomatische Beziehungen aufgenommen. Beim Staatsbesuch traf Gusmão unter anderem auch Präsidenten Michel Martelly, Premierminister Laurent Lamothe und das Kabinett Haitis. Begleitet wurde Gusmão von Emília Pires, Finanzministerin und Vorsitzende der g7+ und Außenminister Constâncio Pinto. Themen waren neben den g7+, Erfahrungen bei der Landesentwicklung in Rechtswesen, Tourismus, Bildung, Natürliche Ressourcen, Landwirtschaft und Sicherheit. Während des Besuches spendete Osttimor dem Karibikstaat eine Aufbauhilfe von einer Million US-Dollar zu. Nur wenige Wochen vorher hatte Hurrikan Sandy Haiti getroffen.

## Diplomatie
Osttimor hat seit 2008 einen Botschafter im kubanischen Havanna. Haitis nächstgelegene Botschaft zu Osttimor befindet sich im vietnamesischen Hanoi.

## Wirtschaft
Für 2018 gibt das Statistische Amt Osttimors keine Handelsbeziehungen zwischen Osttimor und Haiti an.

## Einreisebestimmungen
Für Osttimoresen gilt in Haiti Visafreiheit.